# Phaedrotoma insularis
Phaedrotoma insularis är en stekelart som först beskrevs av William Harris Ashmead 1894.  Phaedrotoma insularis ingår i släktet Phaedrotoma och familjen bracksteklar. Inga underarter finns listade i Catalogue of Life.